# Miloš Borisov
Pour les articles homonymes, voir Borisov.
Miloš Borisov (en serbe : Милош Борисов), né le 3 septembre 1985, à Bijelo Polje, en République socialiste du Monténégro, est un joueur monténégrin de basket-ball. Il évolue au poste d'ailier.

## Palmarès
- Vainqueur de la ligue adriatique 2005